# رصاصات
الرصاصات (ملاحظة 1) هو أنيون أكسجيني يوجد بصيغ مختلفة ولكن تحوي جميعها على الرصاص في حالة أكسدة مقدارها +4. من الصيغ المعروفة للرصاصات كل من الأنيون 2-Pb(OH)6، وكذلك الشكل اللامائي 3−PbO2 (ميتا-رصاصات)، بالإضافة إلى الصيغة 4−PbO4 (أورثو-رصاصات).

## التحضير
تحضر أملاح الرصاصات من تفاعل أكسيد الرصاص الرباعي (ثنائي أكسيد الرصاص) مع قلوي.

## الخواص
تعد أملاح الرصاصات من المؤكسدات القوية.